# Lara Fabian (album năm 1991)
| Đánh giá chuyên môn | Đánh giá chuyên môn |
| Nguồn đánh giá      | Nguồn đánh giá      |
| Nguồn               | Đánh giá            |
| ------------------- | ------------------- |
| AllMusic            | [ 3 ]               |

Lara Fabian là album phòng thu đầu tay cùng tên trong sự nghiệp của nữ ca sĩ người Bỉ-Canada Lara Fabian. Album bao gồm các ca khúc sôi động được viết bằng tiếng Pháp, cũng là album duy nhất của Fabian bị chi phối bởi các ca khúc dance-pop thay vì các bản ballad như các album sau này. Album bán được 100.000 bản tại Québec, Canada sau ba năm kể từ ngày phát hành.

## Danh sách bài hát
| Lara Fabian – Phiên bản phát hành năm 1991 | Lara Fabian – Phiên bản phát hành năm 1991 | Lara Fabian – Phiên bản phát hành năm 1991 | Lara Fabian – Phiên bản phát hành năm 1991 | Lara Fabian – Phiên bản phát hành năm 1991         | Lara Fabian – Phiên bản phát hành năm 1991 |
| STT                                        | Nhan đề                                    | Phổ lời                                    | Phổ nhạc                                   | Sản xuất                                           | Thời lượng                                 |
| ------------------------------------------ | ------------------------------------------ | ------------------------------------------ | ------------------------------------------ | -------------------------------------------------- | ------------------------------------------ |
| 1.                                         | "Qui pense à l'amour"                      | Lara Fabian Allison                        | Rick Allison                               | Allison                                            | 4:25                                       |
| 2.                                         | "Je sais"                                  | Alain Garcia                               | Jacques Cardona                            | Cardona Michel Elmosnino Georges Augier de Moussac | 4:20                                       |
| 3.                                         | "Les murs"                                 | Franck Olivier                             | Olivier                                    | Allison                                            | 4:17                                       |
| 4.                                         | "Pourquoi pas l'exotisme"                  | Fabian                                     | Stan Meissner Seth Swirsky                 | Allison                                            | 4:16                                       |
| 5.                                         | "Je m'arrêterai pas de t'aimer"            | Fabian                                     | Fabian                                     | Allison                                            | 2:37                                       |
| 6.                                         | "Le jour où tu partiras"                   | Olivier                                    | Olivier                                    | Allison                                            | 3:20                                       |
| 7.                                         | "Simplement"                               | Olivier                                    | Olivier                                    | Allison                                            | 3:19                                       |
| 8.                                         | "Réveille-toi brother"                     | Fabian                                     | Allison Marc Langis                        | Allison                                            | 4:14                                       |
| 9.                                         | "Dire"                                     | Fabian                                     | Allison                                    | Allison                                            | 4:00                                       |
| 10.                                        | "Il suffit d'un éclair"                    | Fabian                                     | Meissner                                   | Allison                                            | 4:09                                       |
| Tổng thời lượng:                           | Tổng thời lượng:                           | Tổng thời lượng:                           | Tổng thời lượng:                           | Tổng thời lượng:                                   | 38:57                                      |

| Lara Fabian – Phiên bản phát hành lại năm 1999 | Lara Fabian – Phiên bản phát hành lại năm 1999 | Lara Fabian – Phiên bản phát hành lại năm 1999 | Lara Fabian – Phiên bản phát hành lại năm 1999 | Lara Fabian – Phiên bản phát hành lại năm 1999 | Lara Fabian – Phiên bản phát hành lại năm 1999 |
| STT                                            | Nhan đề                                        | Phổ lời                                        | Phổ nhạc                                       | Sản xuất                                       | Thời lượng                                     |
| ---------------------------------------------- | ---------------------------------------------- | ---------------------------------------------- | ---------------------------------------------- | ---------------------------------------------- | ---------------------------------------------- |
| 1.                                             | "Qui pense à l'amour"                          |                                                |                                                |                                                | 4:25                                           |
| 2.                                             | "Les murs"                                     |                                                |                                                |                                                | 4:17                                           |
| 3.                                             | "Pourquoi pas l'exotisme"                      |                                                |                                                |                                                | 4:16                                           |
| 4.                                             | "Je m'arrêterai pas de t'aimer"                |                                                |                                                |                                                | 2:37                                           |
| 5.                                             | "Le jour où tu partiras"                       |                                                |                                                |                                                | 3:20                                           |
| 6.                                             | "Simplement"                                   |                                                |                                                |                                                | 3:19                                           |
| 7.                                             | "Réveille-toi brother"                         |                                                |                                                |                                                | 4:14                                           |
| 8.                                             | "Dire"                                         |                                                |                                                |                                                | 4:00                                           |
| 9.                                             | "Il suffit d'un éclair"                        |                                                |                                                |                                                | 4:09                                           |
| 10.                                            | "Croire"                                       | Garcia                                         | Cardona                                        | Cardona Elmosnino                              | 2:48                                           |
| Tổng thời lượng:                               | Tổng thời lượng:                               | Tổng thời lượng:                               | Tổng thời lượng:                               | Tổng thời lượng:                               | 37:25                                          |

## Những người thực hiện
Thông tin được lấy từ Discogs.
- Lara Fabian – hát chính
- B.J. Scott, Nathalie Slachmuylder, Dany Coen, Allan Dee – hát đệm
- Rick Allison – ghi-ta, bàn phím & lập trình trống
- Phillippe De Cock – bàn phím, piano acoustic, cải biên cho bộ dây
- Michel Hatzigeorgiou – bass
- J.P. Onraedt – trống, nhạc cụ bộ gõ
- Stephen Owen – lập trình nhạc sống, nhạc cụ bộ gõ
- Pietro Lacirignola, Manuel Hermia – saxophone